# Chicago Slovaks
Los Chicago Slovaks fue un equipo de fútbol de Estados Unidos que jugó en la National Challenge Cup, el torneo de copa de fútbol más importante del país.

## Historia
Fue fundado en el año 1925 en la ciudad de Berwyn, Illinois por la comunidad eslovaca de la ciudad, logrando ganar la copa Kelley en 1941 y ganaron en tres ocasiones la Peter J. Peel Challenge Cup durante los años 1940 e inicios de los años 1950. En 1950 participan en la NASL Chicago, una de las ligas de fútbol más viejas y que continúa en actividad en Estados Unidos, de la cual salió campeón en tres ocasiones durante los años 1950.
En 1970 llega a las semifinales de la National Challenge Cup donde pierde 1-2 ante Los Angeles Croatia. Posteriormente crearon la Slovak Athletic Association y permanecieron activos hasta 2019, desapareciendo tras 94 años de existencia.

## Palmarés
- NASL Chicago: 3

1951, 1952, 1954
- Copa Kelley: 1

1941
- Peter J. Peel Challenge Cup: 3

1942, 1943, 1951

## Jugadores
Sus principales jugadores fueron Pete Matevich, quien jugó en cuatro ocasiones para Estados Unidos, Bill Conterio, que representó a Estados Unidos en Helsinki 1952 y Melbourne 1956, y Gino Gardassanich, quien jugó para varios equipos en Yugoslavia y estuvo en seis partidos para Estados Unidos, incluyendo la selección que jugó en Brasil 1950.